# Аарън Бър
Аарън Бър, младши (на английски: Aaron Burr Jr., 6 февруари 1756 – 14 септември 1836) е важна политическа фигура в ранната история на Съединените американски щати. Бър е син на Арън Бър, старши и Естер Едуардс, произхожда от известно семейство от Ню Джърси и е внук на теолога Джонатан Едуардс
След като служи като офицер от Континенталната армия през Войната за независимост, Бър става успешен адвокат и политик. Той е избран два пъти в Нюйоркското щатско събрание (1784 – 1785, 1798 – 1799), е назначен за главен прокурор на Ню Йорк (1789 – 1791), спечелва избори като сенатор на САЩ (1791 – 1797) от Ню Йорк и достига най-висока точка на кариерата си като трети вицепрезидент на Съединените щати (1801 – 1805) при президента Томас Джеферсън. Бър също се помни като един от бащите основатели на САЩ. Въпреки тези и други постижения, включително прогресивните му възгледи за робството и в полза на равноправие за жените,a Бър най-вече се помни като човекът убил Александър Хамилтън в известния дуел от 1804 г.

## Ранни години и Американска революция
Докато той е още малко дете, двамата му родители почиват и той, заедно със сестра му Сара в са отгледани от чичо им. На 16-годишна възраст Бър завършва колежа на Ню Джърси (по-късно Принстънския университет) – баща му е бил втори президент на училището – и след това започва да учи право.
Бър обаче спира обучението си, за да се бие в Американската революция (1775 – 83). Той се отличава, докато служи с Бенедикт Арнолд и е повишен в майор. След това постъпва в щаба на ген. Джордж Вашингтон, но според съобщенията и двамата мъже развили взаимна неприязън един към друг и той скоро бил преместен. След това Бър става помощник на генерал Израел Пътнам и става известен със своята смелост. Той се издига до чин подполковник, но през 1779 г. подава оставка, до голяма степен поради лошо здраве. 